# マリオのふぉとぴー
『マリオのふぉとぴー』は、ダットジャパンによって開発され、1998年12月2日に東京エレクトロン デバイスから発売、ハギワラシスコムによって販売・サポートされたNINTENDO 64用オリジナルカード作成ソフト。写真を取り込むため、カセットは2つのスマートメディアスロットを備えた独特の形をしている。

## ゲーム概要
スマートメディアから写真や画像をソフトに取り込み、ソフト上で写真を編集することが出来るソフト。
F-DIサービスやふぉとぴープリントサービス、対応プリンタでプリントすることが出来た。
専用のスマートメディアとして、「ボンバーマン」、「ひみつのアッコちゃん」、「ハローキティ」、「シルバニアファミリー」、「ヨッシーストーリー」が発売された。

## ゲームシステム
機能は、「アトリエ」「てんじ室」「スライド」「ゲーム」「出力センター」の五つの部屋に分かれている。

### アトリエ
このゲームのメイン機能である写真加工が出来る。
専用の画像集からクリップアート等を追加することも出来た。

### てんじ室
「アトリエ」での作品を見るほか、コピーや消去などといった管理作業が出来る。

### スライド
スマートメディア内の写真・画像データをスライドショーの形式で出力する機能。

### ゲーム
作った写真を使ったパズルが楽しめる。

### 出力センター
ソフト内のデータをスマートメディアに出力する機能。
プリントアウトのときなどに使う。

## 拡張ディスク
64DD用の拡張ディスクの発売が予定されていた。64DDと拡張ディスクを使えば、電子アルバムの作成や保存が可能とされていた。しかし、結局発売されなかった。